# Щіткохвіст вересовий
Щіткохвіст вересовий (Orgyia antiquoides) — вид метеликів з родини еребід (Erebidae).

## Поширення
Вид поширений в Європі, на Кавказі, в Середній Азії, на заході Монголії та Китаю. Заселяє відкриті заболочені пустощі.

## Опис

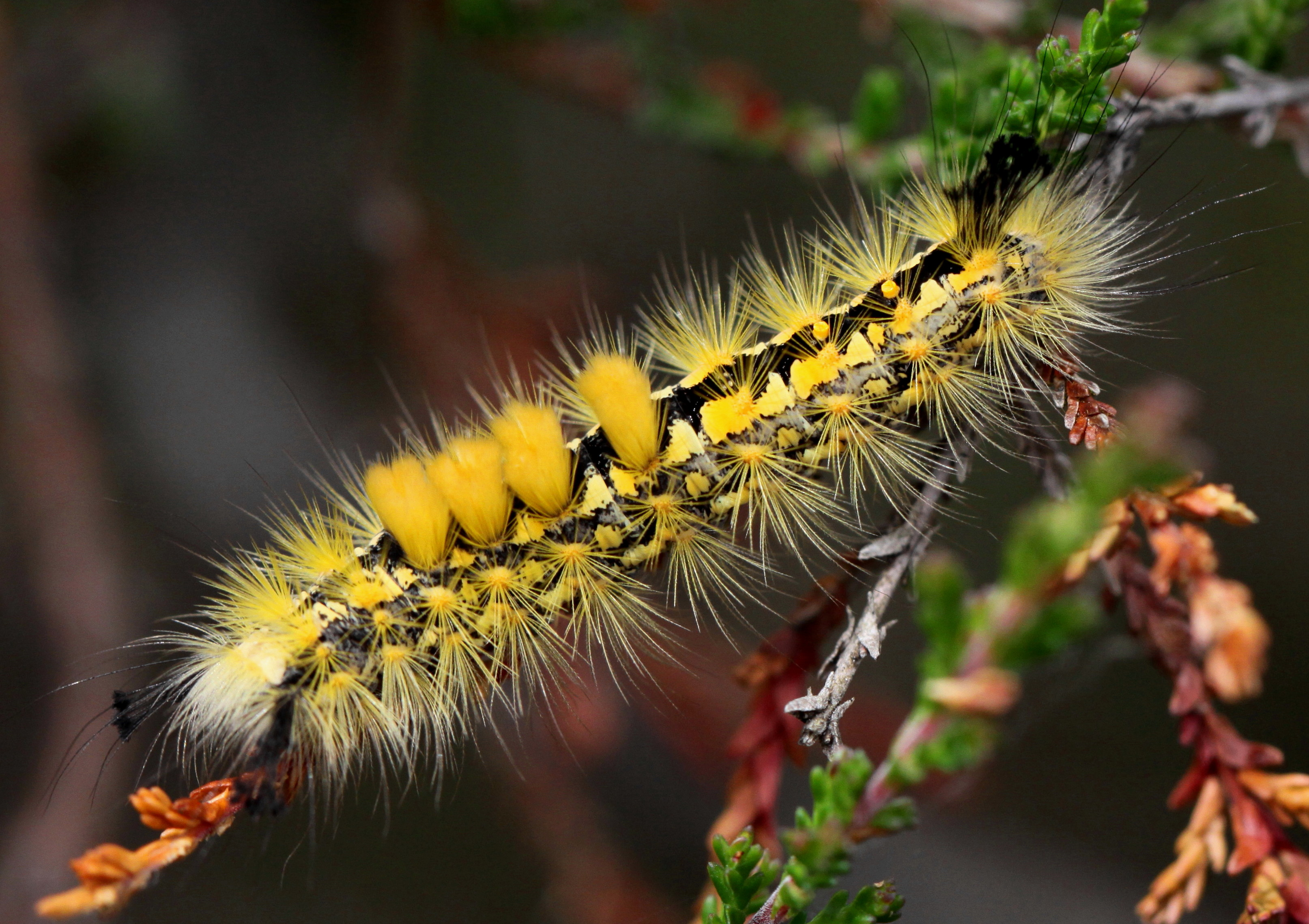
Гусінь

У виду існує сильний статевий диморфізм. Самці мають нормально розвинені крила і досягають розмаху крил від 20 до 24 мм. Верхня поверхня переднього крила забарвлена в іржаво-коричневий колір, зазвичай світліший у підкрайовій частині та іноді злегка сірими лусочками в середині переднього краю. На внутрішньому куті є невелика біла пляма у формі місяця. Верхня поверхня заднього крила темно-коричнева без будь-яких відмітин. Грудна частина пухнаста і волохата. Антени довгі і перисті до кінчика. Самиці мають повністю опущені крила та пухке циліндричне тіло з кудлатим біло-сірим або жовто-сірим волоссям і досягає довжини від 9 до 11 мм. Їхні вусики дуже короткі з дрібними зубцями.
Основне забарвлення гусениць жовте, з чорною спинною лінією, кольоровими бічними смугами та біло-сірими волосками . Чотири спинні кисті від світло-жовтого до оранжево-жовтого кольору. На першому і останньому сегменті є довгі чорні кисті.

## Спосіб життя
Самці, які з’являються в період з липня по серпень, швидко літають вдень на висоті від одного до двох метрів над рослинністю. Парування зазвичай відбувається в коконі, який самиці майже ніколи не залишають. Після спаровування вони відкладають яйця в кокон, які там зимують. Основною кормовою рослиною гусениць є верес звичайний (Calluna vulgaris). До інших харчових рослин належать: пухівка вузьколиста (Eriophorum angustifolium) та верес дзвіночковий (Erica tetralix). Заляльковування відбувається в павутині на низькій висоті в рослинності.